# 墜落的人

坠落的人（The Falling Man）是美联社摄影师理查德·德鲁拍摄的一张照片，照片中一名男子在九一一袭击事件時从世界贸易中心跳落。該名男子當時被困在世界貿易中心一號大樓（北塔）的上层，最終因為迫不得已而跳樓。这张照片是九一一袭击事件當天上午9点41分15秒所拍摄。不過由於識別困難，照片中的男子未經官方證實身份。
这张照片于2001年9月12日在媒体上发表后受到批评，读者認為这张照片“令人不安、冷血、残忍和虐待狂”。不過也有人認為这张照片是“感人的艺术作品”和“新闻摄影界的杰作”。